# Nyizsnyekamszk
Nyizsnyekamszk (oroszul cirill betűkkel Нижнекамск, tatárul Түбән Кама [Tuben Kama]) város Oroszország európai részén, a Káma partján, Tatárföldön, a Nyizsnyekamszki járás székhelye. Tatárföld harmadik legnépesebb városa, a kőolajfeldolgozás és a vegyipar központja.
Népessége 234 044 fő (a 2010. évi népszámláláskor).

## Elhelyezkedése
Tatárföld északkeleti részén, Kazanytól 237 km-re keletre, Naberezsnije Cselnitől csupán 35 km-re nyugatra, az  Alsó-Káma bal partján, a Zaj folyó torkolata közelében helyezkedik el.
A legközelebbi vasútállomás a 35 km-re fekvő Krugloje Polje az Agriz–Naberezsnije Cselni–Akbas vasútvonalon.

## Története
A település a kis Afanaszovo falu mellett keletkezett az 1960-as évek elején és 1966-ban lett város. Létrejötte a Káma bal partjára tervezett nagyszabású ipari fejlesztési program eredménye. 1958-ban született a kormány- és párthatározat, mely előírta a folyó partján egy nagy vegyi kombinát építését, a műanyag- és műszálgyártás meghonosítását. A kőolaj-feldolgozáshoz többek között a Tatárföld délkeleti részén, Almetyjevszk környékén megnyitott romaskinói olajmező biztosította az alapanyagot.
A petrolkémiai kombinát első egységei 1968-ban kezdték meg a termelést. Nyizsnyekamszkban az ország akkor legnagyobb műgumi- és műanyaggyára épült fel. Nyersanyaga a kísérőgáz-feldolgozó üzemek cseppfolyósított terméke és az üzemhez tartozó kőolaj-finomítóból származó benzin volt. Etilénvezeték épült, azon szállították az etilént többek között Kazanyba, később Permbe is. 1975-re készült el az első autógumi-köpeny gyárrészleg.
A lakónegyedeket fokozatosan, a gyárakkal egyidejűleg építették ki, az ipari zónától néhány km-re nyugatra. A népesség tíz év alatt, 1970-től 1980-ig több mint két és félszeresére nőtt. A gyáróriás első lépcsője 1980-ig minden részletében elkészült. Az 1980-as években üzembe helyezték a második etilént gyártó olefinművet is.
2024. április 2-án ukrán dróncsapás érte az olajfinomítót. (Bővebben lásd itt.)

### A népesség változása
| Év   | Lakosság |
| ---- | -------- |
| 1970 | 49 000   |
| 1979 | 134 200  |
| 1989 | 190 800  |
| 2001 | 224 400  |
| 2010 | 234 000  |

## Gazdaság, 21. század

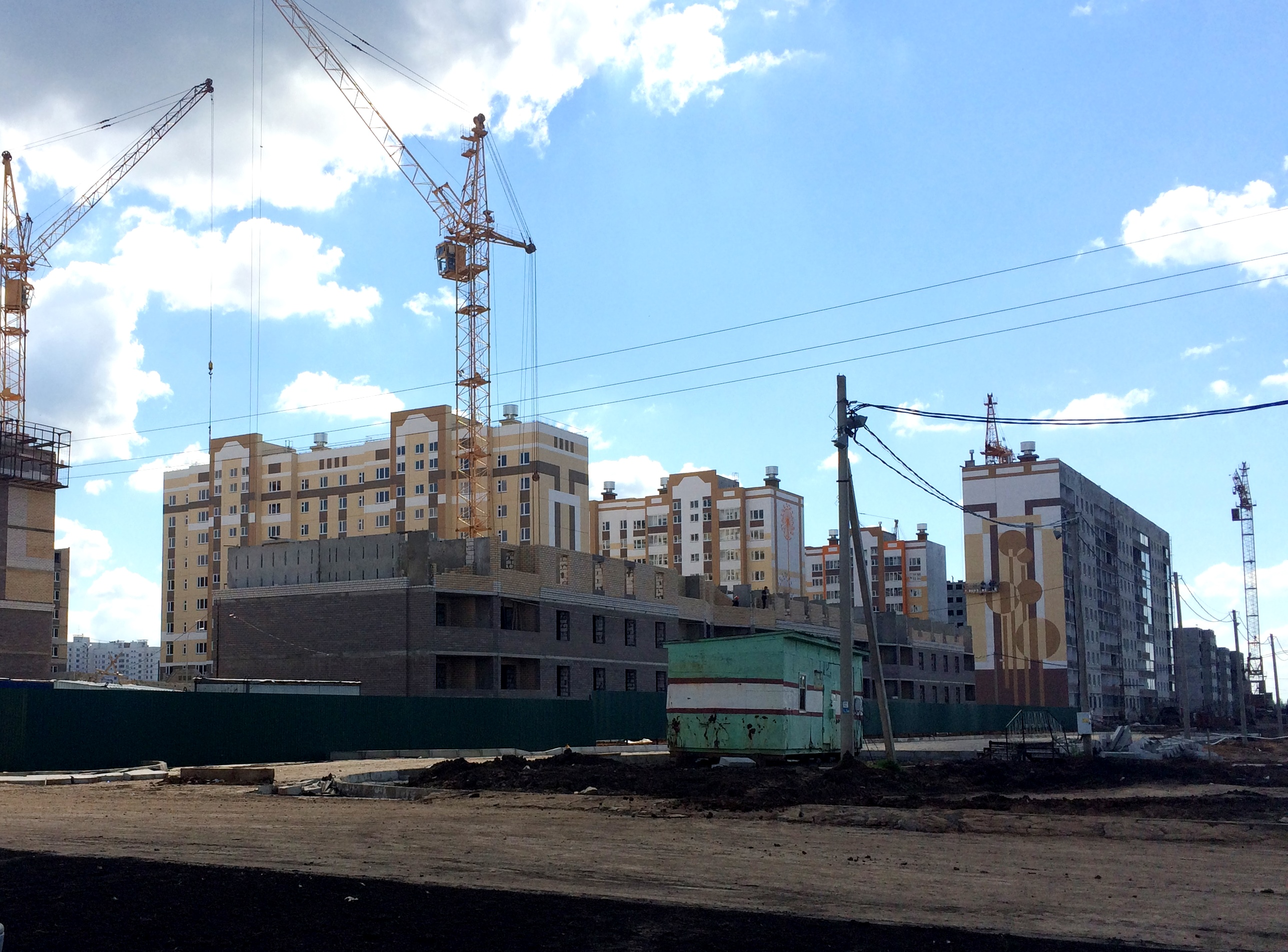
A 47. számú mikrorajon építése (2015)

- Nyizsnyekamszknyeftyehim (ОАО Нижнекамскнефтехим):[4] Európában az egyik legnagyobb petrolkémiai vállalat, vezető helyet foglal el a szintetikus gumi- (kaucsuk) és műanyaggyártásban. 1967-ben alapították, a TAIF cégcsoport tagja. Alapvető termékei:
  - szintetikus gumik általános és speciális célokra
  - műanyagok: polisztirol, polipropilén, polietilén és (ABS) műanyag;
  - monomerek, amelyek alapanyagként szolgálnak gumi és műanyagok előállításához;
  - egyéb petrolkémiai termékek (etilén-oxid, propilén-oxid, alfa-olefinek, felületaktív anyagok)
- Nyizsnyekamszksina (ПАО Нижнекамскшина), a Tatnyefty cégcsoport egyik tagja. 1973-ban termelni kezdett az akkori kombinátból leválasztott és önálló vállalattá alakított gumiabroncsgyár. Alapvető termékei: gumiabroncs gyártása személy- és tehergépkocsik, traktorok számára.[5]
- TANEKO (ТАНЕКО), a Tatnyefty cégcsoport egyik tagja. Alapvető tevékenysége: kőolajfeldolgozás, üzemanyag (autóbenzin) gyártás.[6] 2021. július 6-án a Mol és a TANEKO közös projektjeként – a városban lévő gyárkomplexum területén – egy gumibitument gyártó üzem építését kezdték meg, átadását 2023-ra ígérték.[7][8]

## Közlekedés
A városban az 1960-as években szervezték meg a villamosközlekedést. Az első rövid vonalat 1967-ben nyitották meg, azóta összesen hét villamosvonal üzemel.
A polgári repülőtér, Begisevo Nyizsnyekamszktól 21 km-re keletre helyezkedik el. Nem csak a várost, hanem Naberezsnije Cselnit (24 km) és az egész Alsó-Káma agglomerációt szolgálja ki. 2015 és 2018 között személyforgalma megduplázódott. 2018-ban 777 ezer utasa volt, és kínálata kilenc új járattal bővült.